# East Williston (Floryda)
East Williston – jednostka osadnicza w Stanach Zjednoczonych, w stanie Floryda, w hrabstwie Levy.